# Sybra grisescens
Sybra grisescens es una especie de escarabajo del género Sybra, familia Cerambycidae. Fue descrita científicamente por Breuning en 1939.
Habita en Indonesia y Papúa Nueva Guinea. Mide 6 mm.